# Llista de governadors d'Hidalgo

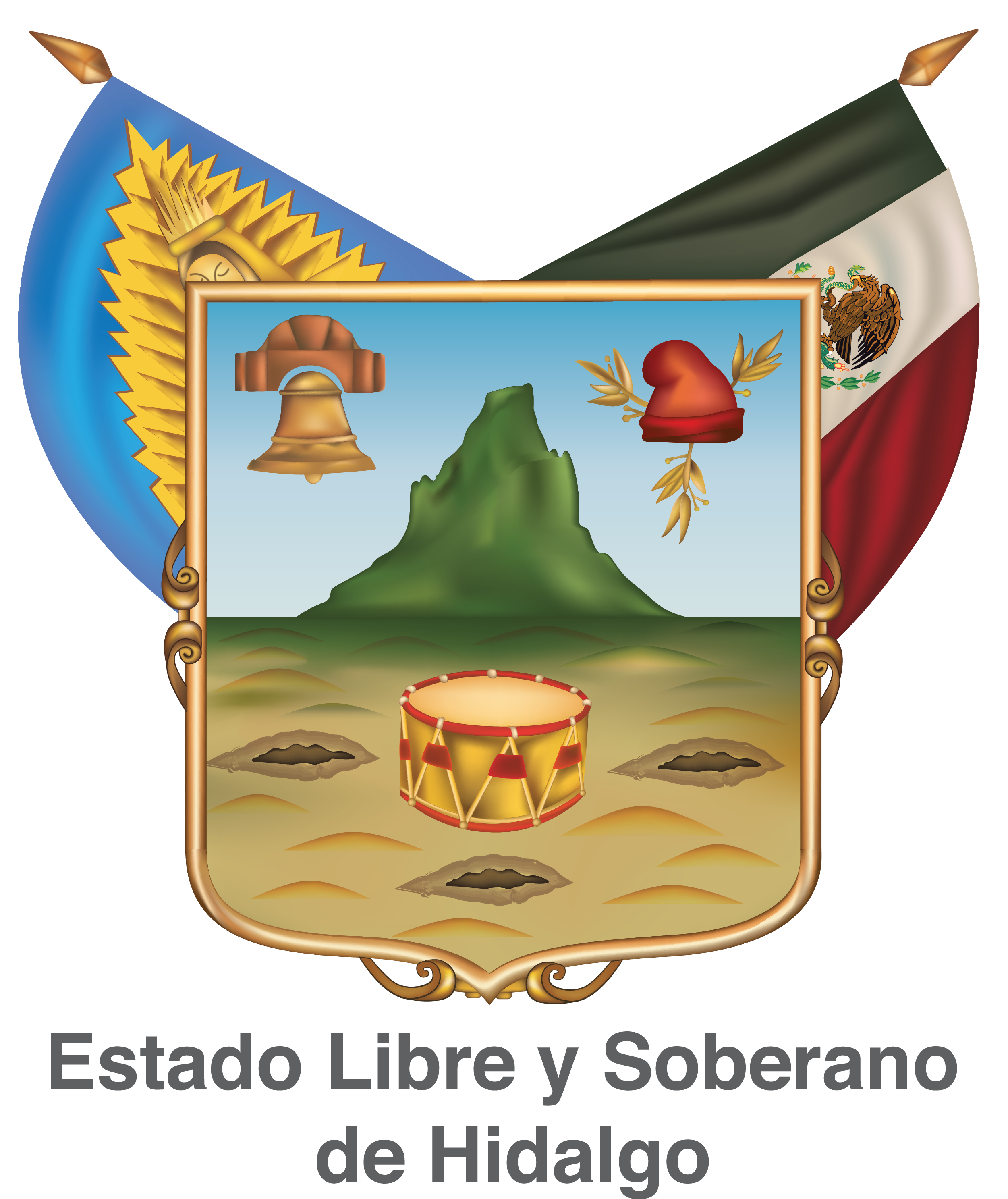
Escut d'Hidalgo

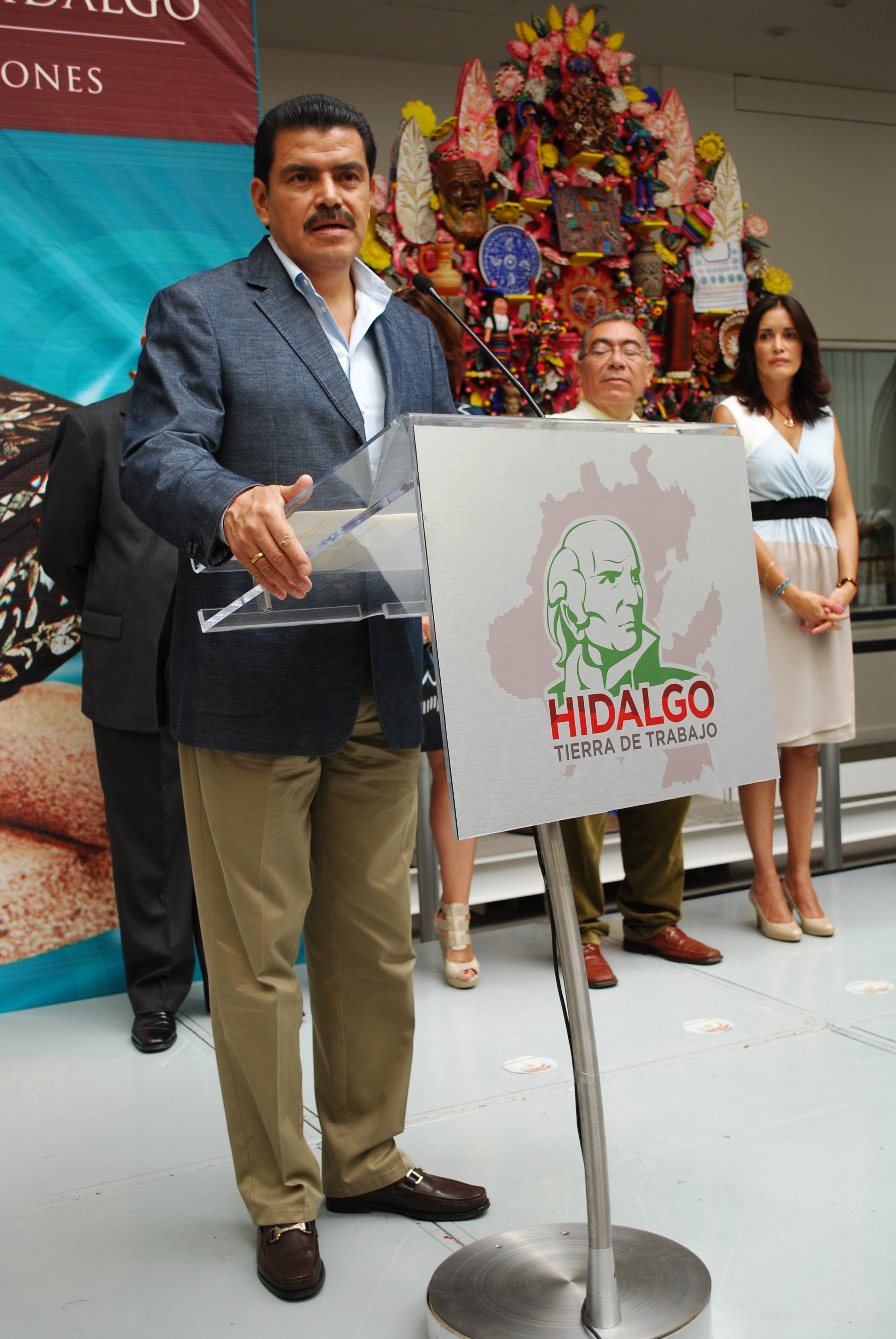
Francisco Olvera Ruiz

Aquesta és la llista dels governadors d'Hidalgo. Segons la Constitució Política de l'Estat Lliure i Sobirà d'Hidalgo, l'exercici del Poder Executiu d'aquesta entitat mexicana queda dipositat en un sol individu, que es denomina Governador Constitucional de l'Estat Lliure i Sobirà d'Hidalgo i que és elegit per a un període de 6 anys no reeligibles per cap motiu. El període governamental comença el dia 1 d'abril de l'any de l'elecció i acaba el 31 de març després d'haver transcorregut sis anys.
L'estat d'Hidalgo va ser creat l'any de 1869, per la qual cosa tota la seva vida com a entitat federativa ha transcorregut dins del sistema federal (les constitucions de 1857 i 1917) i, per aquest motiu, no ha tingut períodes històrics amb la denominació de Departament, com sí que ha ocorregut, en canvi, amb altres entitats del país.
La següent és la llista dels qui han ocupat la governatura de l'Estat d'Hidalgo:

## Governadors de l'Estat Lliure i Sobirà d'Hidalgo
- (1869): Juan Crisóstomo Doria (governador provisional)
- (1869 - 1873): Antonio Tagle
- (1873 - 1876): Justino Fernández Mondoño
- (1877 - 1881): Rafael Cravioto
- (1881 - 1885): Simón Cravioto
- (1885 - 1889): Francisco Cravioto
- (1889 - 1893): Rafael Cravioto
- (1893 - 1897): Rafael Cravioto
- (1897 - 1901): Francisco Valenzuela (suplent)
- (1901 - 1905): Pedro L. Rodríguez
- (1905 - 1909): Pedro L. Rodríguez
- (1909 - 1911): Pedro L. Rodríguez
- (1911): Joaquín González (governador interí)
- (1911): Emilio Asiain (governador interí)
- (1911): Jesús Silva Espinosa (governador interí)
- (1911 - 1912): Ramón M. Rosales Rodríguez (governador interí)
- (1912): Amador Castañeda Jaimes (governador interí)
- (1912 - 1913): Miguel Lara (governador interí)
- (1913): Agustín Sanguines (governador interí)
- (1913 - 1914): Agustín Pérez (governador provisional)
- (1914): Agustín Sanguines (governador interí)
- (1914): Froilán Jiménez (governador interí)
- (1914): Nicolás Flores Rubio (governador provisional)
- (1914): Filiberto Rubio (governador substitut)
- (1914): Manuel Medina Veytia (governador provisional)
- (1914): Almaquio Tovar (governador provisional)
- (1914 - 1915): Daniel Cerecedo Estrada (governador provisional)
- (1915): Vicente Salazar (governador provisional)
- (1915): Roberto Martínez y Martínez (governador provisional)
- (1915): Fortunato Maycotte (governador provisional)
- (1915): Alfredo J. Machuca (governador provisional)
- (1915): José L. Aguilar (governador provisional)
- (1915): Fernando Lizardi (governador provisional)
- (1915): Miguel Gómez Noriega (governador provisional)
- (1915): José Kotuscey (governador provisional)
- (1915): J. de la Luz Romero (governador provisional)
- (1915 - 1917): Nicolás Flores (governador provisional)
- (1917): Alfredo Rodríguez (governador provisional)
- (1917 - 1921): Nicolás Flores Rubio
- (1921 - 1923): Amado Azuara
- (1923 - 1925): Antonio Azuara
- (1925 - 1929): Matías Rodríguez Melgarejo
- (1929 - 1933): Bartolomé Vargas Lugo
- (1933 - 1937): Ernesto Viveros Pérez
- (1937 - 1940): Javier Rojo Gómez
- (1940 - 1941): Otilio Villegas Lora
- (1941 - 1945): José Lugo Guerrero
- (1945 - 1951): Vicente Aguirre del Castillo
- (1951 - 1957): Quintín Rueda Villagrán
- (1957 - 1961): Alfonso Corona del Rosal
- (1961 - 1963): Oswaldo Cravioto Cisneros (governador interí)
- (1963 - 1969): Carlos Ramírez Guerrero
- (1969 - 1970): Manuel Sánchez Vite
- (1970 - 1972): Donaciano Serna Leal
- (1972 - 1975): Manuel Sánchez Vite
- (1975): Otoniel Miranda
- (1975): Raúl Lozano Ramírez
- (1975 - 1976): Jorge Rojo Lugo
- (1976 - 1978): José Luis Suárez Molina
- (1978 - 1981): Jorge Rojo Lugo
- (1981 - 1987): Guillermo Rossell de la Lama
- (1987 - 1993): Adolfo Lugo Verduzco
- (1993 - 1998): Jesús Murillo Karam
- (1998 - 1999): Humberto Lugo Gil
- (1999 - 2005): Manuel Ángel Núñez Soto
- (2005 - 2011): Miguel Ángel Osorio Chong
- (2011 - 2015): Francisco Olvera Ruiz.[1]